# کلت ام کی۱۲

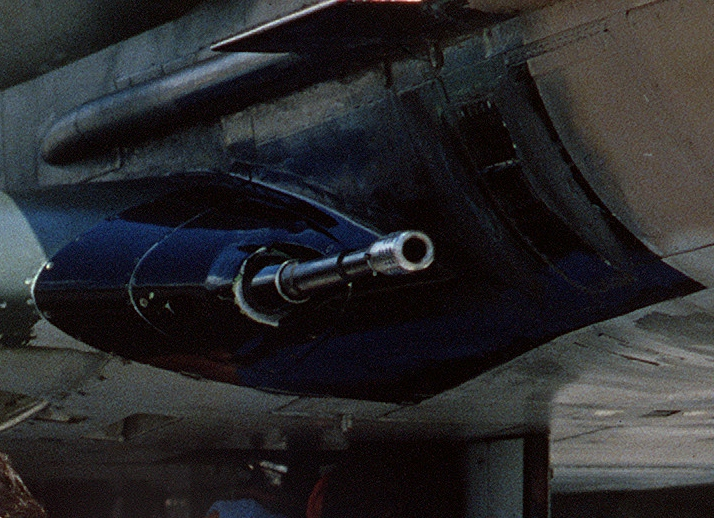
کلت ام کی۱۲ بر روی هواپیمای ای-۴ اسکای هاوک نیروی هوایی پادشاهی نیوزیلند

کلت-براونینگ ام کی۱۲ (به انگلیسی: Colt-Browning Mk 12) یک توپ مسلسل ۲۰ میلیمتری است که به گونهٔ گسترده‌ای پس از جنگ جهانی دوم تاکنون به وسیلهٔ نیروی دریایی ایالات متحدهٔ آمریکا به کار گرفته شده است.